# Pascal Feindouno
Pascal Feindouno es un exfutbolista natural de Guinea nacido el 27 de febrero de 1981. jugaba de delantero y su último club fue el Atlantas Klaipėda de la A Lyga.

## Selección nacional
Ha sido internacional con la Selección de fútbol de Guinea, jugando la clasificación con su país para los mundiales de fútbol de la FIFA en 81 ocasiones, marcando 30 goles.

## Clubes
Como profesional debutó en el FC Girondins de Burdeos en 1998 y ha jugado un total de 266 partidos en la Liga francesa de fútbol marcando 65 goles en total. Asimismo ha disputado cinco encuentros de Liga de Campeones con el Girondins de Burdeos, en los que marcó un gol, y 19 partidos de la Copa de la UEFA con el mismo equipo, marcando 9 goles. También jugó un partido de la Copa de la UEFA con el Saint-Étienne marcando un gol.
| Club                          | País           | Año         |
| ----------------------------- | -------------- | ----------- |
| FC Girondins de Burdeos       | Francia        | 1998 - 2001 |
| FC Lorient                    | Francia        | 2001 - 2002 |
| FC Girondins de Burdeos       | Francia        | 2002 - 2004 |
| AS Saint-Étienne              | Francia        | 2004 - 2008 |
| Al-Sadd SC                    | Catar          | 2008 - 2009 |
| Al-Rayyan Sports Club         | Catar          | 2009        |
| Al-Nassr                      | Arabia Saudita | 2010        |
| AS Mónaco                     | Mónaco         | 2010 - 2011 |
| FC Sion                       | Suiza          | 2011 - 2013 |
| Football Club Lausanne Sports | Suiza          | 2013 - 2014 |
| CS Sedan                      | Francia        | 2015 - 2016 |
| Atlantas Klaipėda             | Lituania       | 2016        |

## Trofeos
1 Liga francesa de fútbol con el FC Girondins de Burdeos en la temporada 1998/99.
1 Copa de Francia con el FC Lorient en 2002.
1 Subcampeonato de la Copa de la Liga de Francia con el FC Lorient en 2002.